# Diossido di piombo
Il diossido di piombo o ossido di piombo(IV) è un ossido del piombo con formula PbO2. In condizioni normali è un solido inodore di colore nero-marrone scuro, praticamente insolubile in acqua. È un ossido dove il piombo risulta essere nello stato di ossidazione +4. Il diossido di piombo è un forte ossidante utilizzato nella fabbricazione di fiammiferi, di materiali pirotecnici e di altri prodotti chimici. Su tutti gli autoveicoli sono diffusissimi gli accumulatori al piombo, contenenti elettrodi di diossido di piombo.

## Struttura
Il diossido di piombo esiste in due polimorfi, denominati alfa e beta, che esistono in natura rispettivamente nei due minerali rari scrutinyite e plattnerite. La forma β-PbO2 era già stata identificata nel 1845, mentre la forma α-PbO2 fu sintetizzata per la prima volta nel 1946 e trovata in natura come minerale nel 1981.
La forma alfa ha struttura cristallina ortorombica, gruppo spaziale Pbcn (gruppo n° 60), con costanti di reticolo a = 497 pm, b = 596 pm e c = 544 pm, con quattro unità di formula per cella elementare. Gli atomi di piombo sono esacoordinati e la struttura consiste di ottaedri legati tramite lati adiacenti per formare catene a zig-zag.
La forma beta ha struttura cristallina tetragonale, gruppo spaziale P42/mnm (gruppo n°136), con costanti di reticolo a = 496,1 pm e c = 338,5 pm, con due unità di formula per cella elementare. Questa struttura è tipo rutilo, ed è costituita da colonne di ottaedri che condividono lati opposti e sono unite ad altre catene tramite i vertici.

## Produzione

### Industriale
Il diossido di piombo viene prodotto commercialmente con diversi metodi, che includono l'ossidazione del piombo rosso (Pb3O4) in un impasto liquido alcalino in un'atmosfera di cloro, reazione del diacetato di piombo con cloruro di calce (ipoclorito di calcio), La reazione di Pb3O4 con acido nitrico fornisce anche il diossido:
{\displaystyle {\ce {Pb3O4 \ + \ 4HNO3 -> PbO2 \ + \ 2Pb(NO3)2 \ + \ 2H2O}}}
Negli accumulatori a piombo il diossido di piombo viene depositato sull'anodo elettrolizzando una soluzione di sali di piombo in ambiente acido. Altri metodi di sintesi sono: l'ossidazione con cloro di una sospensione di solfato di piombo (PbSO4) e idrossido di magnesio (Mg(OH)2), l'ossidazione di Pb3O4 con acido nitrico, la fusione di PbO con una miscela di nitrato di sodio e clorato di sodio. Come ossidante si può usare anche ipoclorito.

### Elettrolisi
Un metodo di sintesi alternativo è elettrochimico: il diossido di piombo si forma sul piombo puro, in acido solforico diluito, quando polarizzato anodicamente al potenziale dell'elettrodo di circa +1,5 V a temperatura ambiente. Questa procedura viene utilizzata per la produzione industriale su larga scala di anodi di diossido di piombo. Gli elettrodi di piombo e rame sono immersi in acido solforico che scorre ad una velocità di 5-10 L/min. L'elettrodeposizione viene effettuata galvanostaticamente, applicando una corrente di circa 100 A/m2 per circa 30 minuti.
Lo svantaggio di questo metodo per la produzione di anodi di diossido di piombo è la sua morbidezza, soprattutto rispetto al diossido di piombo duro e fragile che ha una durezza su scala di Mohs pari a 5,5. Questa discrepanza nelle proprietà meccaniche provoca il distacco del rivestimento che è preferito per la produzione di massa di diossido di piombo. Pertanto, un metodo alternativo consiste nell'utilizzare substrati più duri, come titanio, niobio, tantalio o grafite e depositare su di essi diossido di piombo dal nitrato di piombo(II) in acido nitrico statico o fluido. Il substrato viene solitamente sabbiato prima della deposizione per rimuovere l'ossido superficiale e la contaminazione e per aumentare la rugosità superficiale e l'adesione del rivestimento.

## Reattività
Il diossido di piombo è fortemente ossidante e mostra un comportamento anfotero (può reagire sia con acidi che con basi). Reagendo con acidi agisce anche da ossidante e forma in genere composti di Pb(II). Ad esempio in acido cloridrico concentrato a caldo forma cloruro di piombo(II) e libera cloro gassoso; con acido solforico o nitrico forma il sale di piombo(II) e libera ossigeno:
{\displaystyle {\ce {PbO2 + 4HCl -> PbCl2 + 2H2O + Cl2}}}
{\displaystyle {\ce {PbO2 + H2SO4 -> PbSO4 + H2O + 1/2 O2}}}
{\displaystyle {\ce {PbO2 + 2HNO3 -> Pb(NO3)2 + H2O + 1/2 O2}}}
In alcune condizioni si possono produrre anche sali di piombo(IV), ad esempio in acido cloridrico a freddo:
{\displaystyle {\ce {PbO2 \ + \ 4HCl -> PbCl4 \ + \ 2H2O}}}
Per fusione con idrossido di sodio (NaOH) forma ortopiombati e metapiombati (Na4PbO4 e Na2PbO3), mentre sciogliendosi in presenza di basi forti si forma lo ione idrossipiombato, Pb(OH)62−:
{\displaystyle {\ce {PbO2 \ + \ 2NaOH \ + \ 2H2O -> Na2[Pb(OH)6]}}}
Per riscaldamento all'aria il diossido di piombo si decompone progressivamente a seconda della temperatura:
{\displaystyle {\ce {24PbO2->[{\text{293 °C}}]2Pb12O19\ +\ 5O2}}}
{\displaystyle {\ce {Pb12O19->[{\text{351 °C}}]Pb12O17\ +\ O2}}}
{\displaystyle {\ce {2Pb12O17->[{\text{374 °C}}]8Pb3O4\ +\ O2}}}
{\displaystyle {\ce {2Pb3O4->[{\text{605 °C}}]6PbO\ +\ O2}}}
La stechiometria del prodotto finale può essere controllata modificando la temperatura: ad esempio, nella reazione di cui sopra, la prima fase avviene a 290 °C, la seconda a 350 °C, la terza a 375 °C e la quarta a 600 °C. Inoltre, Pb2O3 può essere ottenuto decomponendo diossido di piombo a 580-620 °C sotto una pressione di ossigeno di 1400 atm (140 MPa). Pertanto, la decomposizione termica del diossido di piombo è un modo comune di produrre vari ossidi del piombo.
Reagisce anche con gli ossidi basici producendo ortopiombati M4[PbO4].
A causa dell'instabilità del suo catione Pb4+, il diossido di piombo reagisce con gli acidi caldi, convertendosi allo stato più stabile Pb2+ e liberando ossigeno:
{\displaystyle {\ce {2PbO2\ +\ 2H2SO4->2PbSO4\ +\ 2H2O\ +\ O2}}}
{\displaystyle {\ce {2PbO2\ +\ 4HNO3->2Pb(NO3)2\ +\ 2H2O\ +\ O2}}}
{\displaystyle {\ce {PbO2\ +\ 4HCl->PbCl2\ +\ 2H2O\ +\ Cl2}}}
Tuttavia queste reazioni sono lente.
Il diossido di piombo è ben noto per essere un buon agente ossidante, con un esempio di reazioni elencate di seguito:
{\displaystyle {\ce {2MnSO4 \ + \ 5PbO2 \ + \ 6HNO3 -> 2HMnO4 \ + \ 2PbSO4 \ + \ 3Pb(NO3)2 \ + \ 2H2O}}}
{\displaystyle {\ce {2Cr(OH)3 \ + \ 10KOH \ + \ 3PbO2 -> 2K2CrO4 \ + \ 3K2PbO2 \ + \ 8H2O}}}

## Usi
Il diossido di piombo viene usato principalmente negli accumulatori a piombo. In altri utilizzi è sfruttato come ossidante nella preparazione di prodotti chimici, pigmenti, fiammiferi, fuochi d'artificio ed esplosivi.

## Tossicità / Indicazioni di sicurezza
Il diossido di piombo è un forte ossidante, irritante per contatto con occhi e mucose. Risulta tossico se ingerito o inalato. I sintomi di avvelenamento cronico comprendono vertigini, insonnia, debolezza, dolori muscolari. A lungo andare si hanno danni al sistema nervoso centrale e ai reni. Avvelenamenti acuti provocano sapore metallico, vomito, costipazione, coliche addominali, disfunzioni renali, cali di pressione, collasso. Il diossido di piombo è un composto tossico per la riproduzione. Non risultano informazioni su eventuali effetti cancerogeni. Il diossido di piombo è inoltre pericoloso per gli organismi acquatici.